# Liga A 2011-12 (volleybal België)
Het seizoen 2011/12 van de Belgische Liga A.

## Wijzigingen bij de ploegen

### Naamswijzigingen
Randstad stopte als naamsponsor van Knack Randstad Roeselare, dat verderging als Knack Roeselare.
Aquacare Halen wijzigde zijn naam in Volley Soleco Herk-de-Stad.

### Verhuizingen
Top Volley Precura Antwerpen, dat voordien zijn thuismatchen afwerkte in sporthal de Zorgvliet (de Sportsschuur) in Hoboken, speelt voortaan zijn thuismatchen in de Sporthal Arena in Deurne, Antwerpen.
Volley Soleco Herk-de-Stad maakte de verhuis van de Koekoek in Halen naar de Sporthal van Herk-de-Stad.

## Promoties en degradaties

### Gedegradeerde teams
Deze twee teams verdwenen uit Liga A.
- Kapellen ging vrijwillig naar Liga B
- VC Averbode ging in vereffening eind vorig seizoen.

### Gepromoveerde teams
Twee teams promoveerden uit Liga B voor de start van het seizoen:
- PNV Waasland werd kampioen in Liga B
- Axis Shanks Guibertin nam de plaats van Averbode in.

Waremme eindigde vorig seizoen op de degradatieplaats in Liga A. Vanwege het vrijwillig zakken van Kapellen konden ze hun plaats in Liga A behouden.

### Degraderend team
Enkel de ploeg die laatste einde in de Play Downs zakt naar Liga B.
- VBC Waremme

Omdat de kampioen in Liga B de promotie weigerde, bleef Waremme in Liga A.

### Promoverend team
Dit team werd kampioen in Liga B en promoveerde naar Liga A.
- Optima Lendelede

Optima Lendelede weigerde de promotie. Op deze manier kon Waremme zich voor het tweede jaar op rij redden in Liga A.

## Clubs
Tien ploegen startten aan het seizoen 2010/11 in Liga A. De meeste clubs (8) komen uit Vlaanderen en twee uit Wallonië. De best vertegenwoordigde provincies zijnAntwerpen, West-Vlaanderen, Vlaams-Brabant en Limburg, met ieder 2 clubs. Luik en Waals-Brabant tellen beide 1 ploeg. De provincies Oost-Vlaanderen, Namen, Luxemburg en Henegouwen hebben geen vertegenwoordigers in de hoogste reeks.
| #  | Club                       | Locatie            | Sporthal                   | Capaciteit |
| -- | -------------------------- | ------------------ | -------------------------- | ---------- |
| 1  | Noliko Maaseik             | Maaseik            | Lotto Dôme                 | 2500       |
| 2  | VC Euphony Asse-Lennik     | Zellik             | Molenbos                   | 640        |
| 3  | Knack Randstad Roeselare   | Roeselare          | Schiervelde                | 2250       |
| 4  | Group d´Arte Averbode      | Averbode           | Gemeentelijke Sporthal     |            |
| 5  | Volley Soleco Herk-de-Stad | Herk-de-Stad       | Sporthal Herk-de-Stad      |            |
| 6  | Prefaxis Menen             | Menen              | Vauban                     | 1200       |
| 7  | Topvolley Antwerpen        | Antwerpen          | Sporthal Arena             | 1196       |
| 8  | VC Argex Duvel Puurs       | Puurs              | Vrijhals                   | 900        |
| 9  | VBC Waremme                | Borgworm           | Hall Omnisports            | 500        |
| 10 | Axis Shanks Guibertin      | Mont-Saint-Guibert | Centre sportif Jean Moisse | 550        |

| 1 2 3 4 5 6 7 8 9 10 Geografische verspreiding clubs |

## Reguliere competitie
| Pl. | Club                                      | Gesp. | 3-0 | 3-1 | 3-2 | 2-3 | 1-3 | 0-3 | SV | ST | Ratio | Ptn. | PO of PD |
| --- | ----------------------------------------- | ----- | --- | --- | --- | --- | --- | --- | -- | -- | ----- | ---- | -------- |
| 1   | Noliko Maaseik                            | 18    | 9   | 6   | 2   | 0   | 1   | 0   | 52 | 13 | 4,000 | 49   | PO       |
| 2   | VC Euphony Asse-Lennik                    | 18    | 8   | 4   | 1   | 2   | 3   | 0   | 46 | 21 | 2,190 | 40   | PO       |
| 3   | Topvolley Precura Schelde-Natie Antwerpen | 18    | 7   | 4   | 2   | 1   | 2   | 2   | 43 | 23 | 1,870 | 38   | PO       |
| 4   | Knack Roeselare                           | 18    | 6   | 3   | 3   | 2   | 3   | 1   | 43 | 27 | 1,593 | 35   | PO       |
| 5   | Prefaxis Menen                            | 18    | 5   | 6   | 1   | 0   | 2   | 4   | 38 | 26 | 1,462 | 35   | PO       |
| 6   | Volley Soleco Herk-de-Stad                | 18    | 2   | 3   | 2   | 2   | 4   | 5   | 29 | 40 | 0,725 | 21   | PO       |
| 7   | PNV Waasland Kruibeke-Nieuwkerken         | 18    | 3   | 2   | 1   | 0   | 5   | 7   | 23 | 40 | 0,575 | 17   | PD       |
| 8   | VC Argex Duvel Puurs                      | 18    | 0   | 4   | 0   | 4   | 7   | 3   | 27 | 46 | 0,587 | 16   | PD       |
| 9   | VBC Waremme                               | 18    | 0   | 3   | 0   | 3   | 2   | 10  | 17 | 48 | 0,354 | 12   | PD       |
| 10  | Axis Shanks Guibertin                     | 18    | 1   | 0   | 2   | 0   | 6   | 9   | 15 | 49 | 0,306 | 7    | PD       |

## Play Offs
De nummers 1 tot 6 plaatsten zich voor de Play Downs en konden spelen voor een finaleplaats.
Dit waren respectievelijk: Maaseik, Lennik, Antwerpen, Roeselare, Menen en Herk-de-Stad.
| Pl. | Club                                      | Gesp. | 3-0 | 3-1 | 3-2 | 2-3 | 1-3 | 0-3 | SV | ST | Ratio | Ptn. | Extra Ptn. | Europees volleybal            |
| --- | ----------------------------------------- | ----- | --- | --- | --- | --- | --- | --- | -- | -- | ----- | ---- | ---------- | ----------------------------- |
| 1   | Noliko Maaseik                            | 10    | 5   | 3   | 1   | 0   | 0   | 1   | 27 | 8  | 3,375 | 31   | 5          | Champions League en PO finale |
| 2   | VC Euphony Asse-Lennik                    | 10    | 2   | 0   | 4   | 2   | 2   | 0   | 24 | 20 | 1,200 | 20   | 4          | Champions League en PO finale |
| 3   | Topvolley Precura Schelde-Natie Antwerpen | 10    | 1   | 1   | 3   | 2   | 1   | 2   | 20 | 22 | 0,909 | 17   | 3          | CEV Cup                       |
| 4   | Knack Roeselare                           | 10    | 3   | 0   | 0   | 3   | 0   | 4   | 15 | 21 | 0,714 | 14   | 2          | CEV Cup                       |
| 5   | Prefaxis Menen                            | 10    | 2   | 0   | 2   | 2   | 2   | 2   | 18 | 22 | 0,818 | 13   | 1          | Challenge Cup                 |
| 6   | Volley Soleco Herk-de-Stad                | 10    | 1   | 1   | 1   | 2   | 0   | 5   | 13 | 24 | 0,542 | 10   | 0          |                               |

Knack Roeselare had op het einde van dit seizoen een plaats in de CEV cup behaald. Ze kregen echter een Wildcard, waardoor dit ticket geüpgraded werd naar een ticket voor de Champions League.

### PO finale
| Datum      | Thuisploeg             | Uitslag                                 | Bezoekende ploeg       |
| ---------- | ---------------------- | --------------------------------------- | ---------------------- |
| 14.04.2012 | Noliko Maaseik         | 3:2 (27:25, 27:29, 20:25, 25:17, 15:8)  | VC Euphony Asse-Lennik |
| 18.04.2012 | VC Euphony Asse-Lennik | 2:3 (25:20, 20:25, 25:19, 22:25, 11:15) | Noliko Maaseik         |
| 21.04.2012 | Noliko Maaseik         | 3:1 (23:25, 25:14, 25:10, 27:25)        | VC Euphony Asse-Lennik |

Na drie wedstrijden in deze 'best of five' kroonde Noliko Maaseik zich tot Belgisch kampioen.

## Play Downs
De nummers 7 tot 10 moesten de Play Downs spelen voor het behoud.
Dit waren respectievelijk: Waasland, Puurs, Waremme en Guibertin.
| Pl. | Club                              | Gesp. | 3-0 | 3-1 | 3-2 | 2-3 | 1-3 | 0-3 | SV | ST | Ratio | Ptn. | Extra punten |
| --- | --------------------------------- | ----- | --- | --- | --- | --- | --- | --- | -- | -- | ----- | ---- | ------------ |
| 1   | PNV Waasland Kruibeke-Nieuwkerken | 6     | 1   | 2   | 2   | 0   | 0   | 1   | 15 | 9  | 1,667 | 16   | 3            |
| 2   | Axis Shanks Guibertin             | 6     | 3   | 1   | 0   | 1   | 1   | 0   | 15 | 7  | 2,143 | 13   | 0            |
| 3   | VC Argex Duvel Puurs              | 6     | 0   | 0   | 3   | 1   | 1   | 1   | 12 | 15 | 0,800 | 9    | 2            |
| 4   | VCB Waremme                       | 6     | 0   | 0   | 0   | 3   | 1   | 2   | 7  | 18 | 0,389 | 4    | 1            |

De nummer 4 degradeert naar Liga B.
Dit zou normaal Waremme zijn. Optima Lendelede, de kampioen uit Liga B, weigerde echter de promotie. Daarom waren er geen dalers uit Liga A.